# Fonds de la Route de la soie
Le Fonds de la Route de la soie est un fonds souverain chinois, créé le 29 décembre 2014. Il est  destiné à financer les initiatives de Nouvelle route de la soie. Sa présidente en 2015 est Jin Qi.
Il a été créé conjointement par les réserves en devises étrangères, la China Investment Corporation, la Banque d'exportation et d'importation de Chine et la Banque de Développement de Chine (BDC).
Il finance d'autres projets dans le cadre du Corridor économique Chine-Pakistan et soutient l'initiative « Une Ceinture, Une Route ».